# Rodenstein Records
Rodenstein Records is een Duitse platenmaatschappij, dat onder meer jazz en klassieke muziek uitgeeft. Het label werd in 2000 opgericht door de muzikanten Thomas Siffling, Olaf Schönborn en Fritz Münzer, tevens de oprichters van het label JAZZ'n'ARTS. Het heeft sinds de oprichting meer dan vijftig albums uitgebracht, van onder meer Keith Copeland (met Nicole Metzger) en vibrafonist Tom van der Geld. Het label is gevestigd in Ludwigshafen.